# ویلیام مریت چیس
ویلیام مریت چِیس (انگلیسی: William Merritt Chase; ۱ نوامبر ۱۸۴۹ – ۲۵ اکتبر ۱۹۱۶) یک نقاش اهل ایالات متحده آمریکا بود. وی یکی از نقاشان امپرسیونیست آمریکایی بود. او هم‌چنین مؤسس مدرسه چیس بود که بعدها به مدرسه پارسونز تغیر نام داد.

## نگارخانه

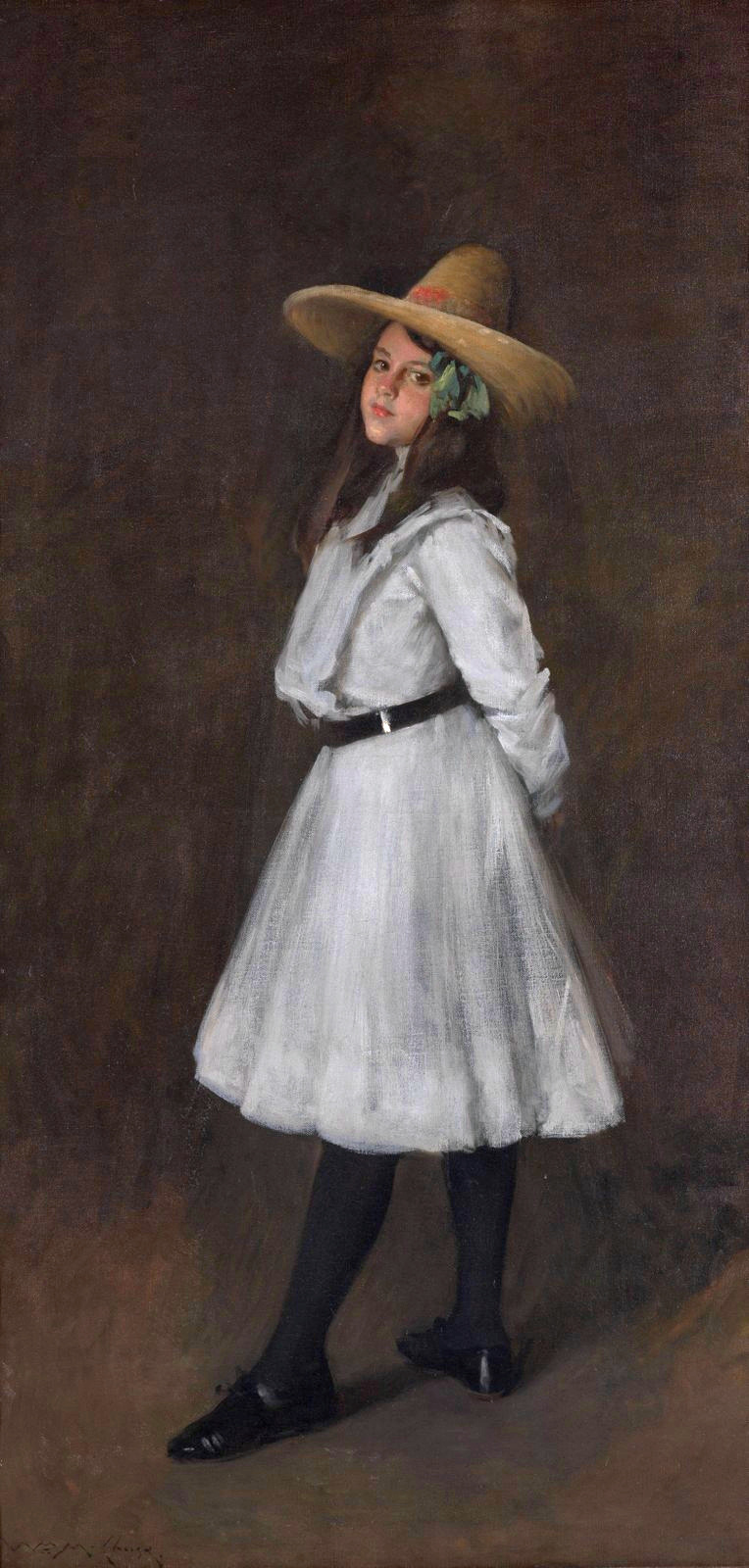
دوروتی
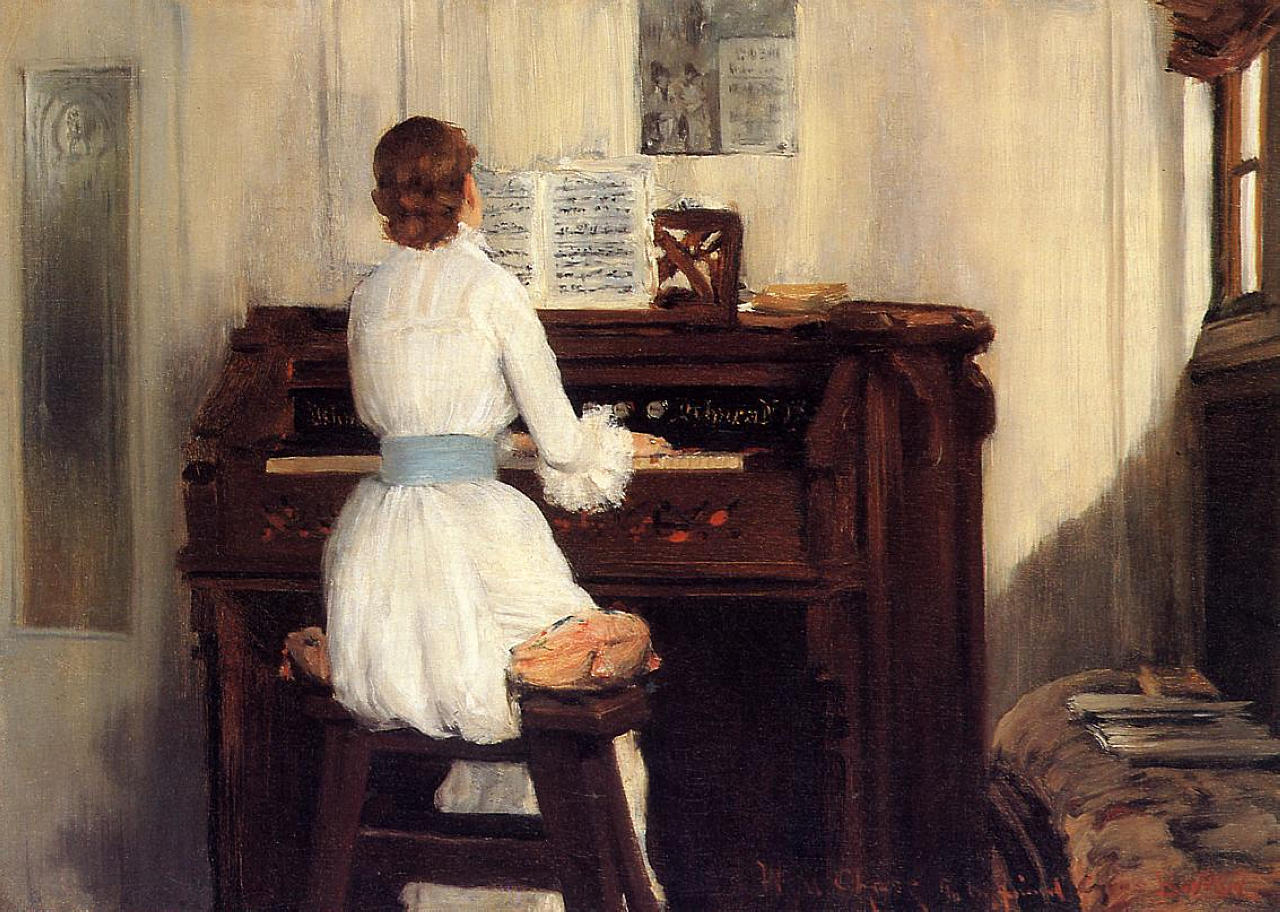
خانم چیس در حال نواختن پیانو ۱۸۸۳
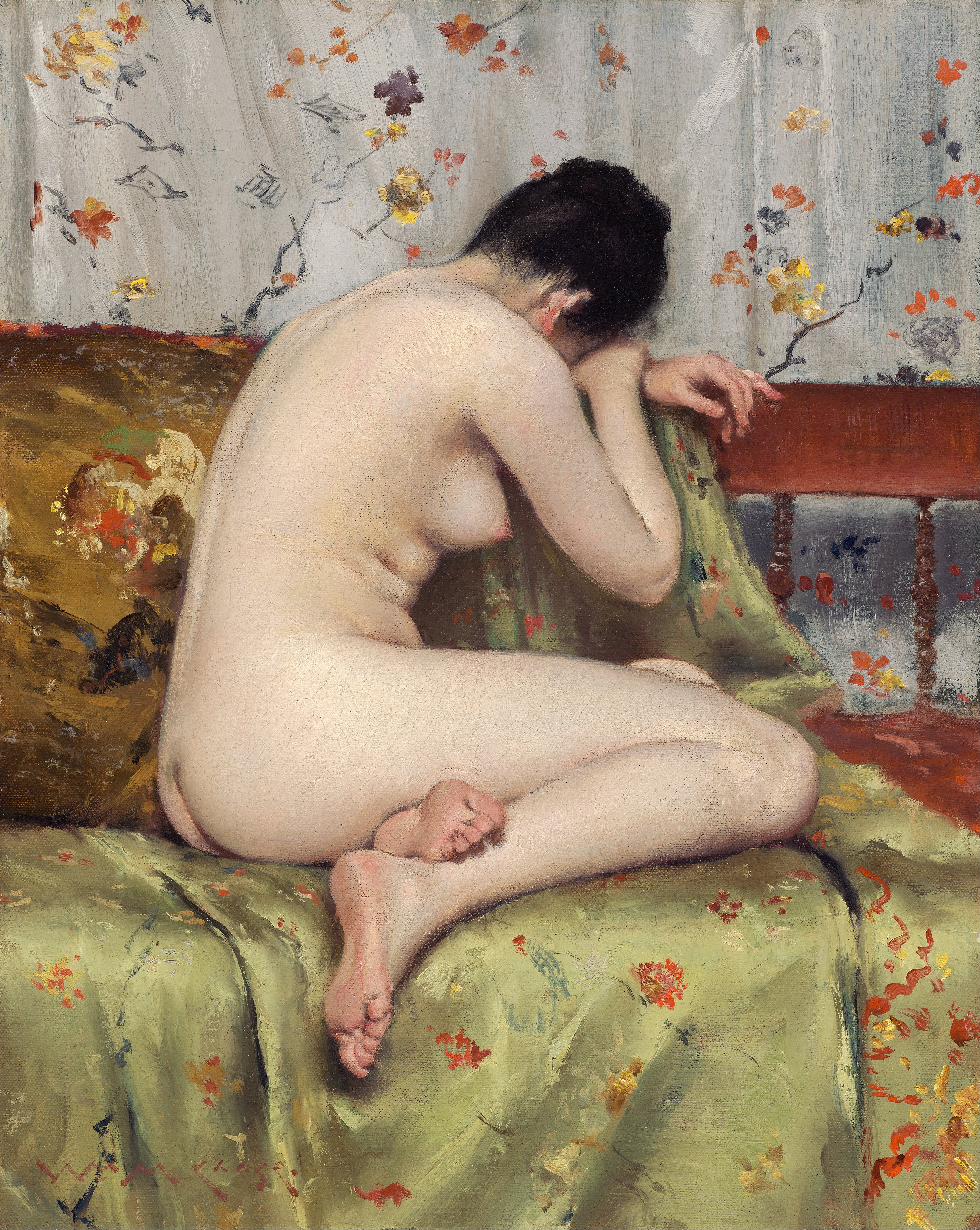
یک مجدلیه مدرن ۱۸۸۸
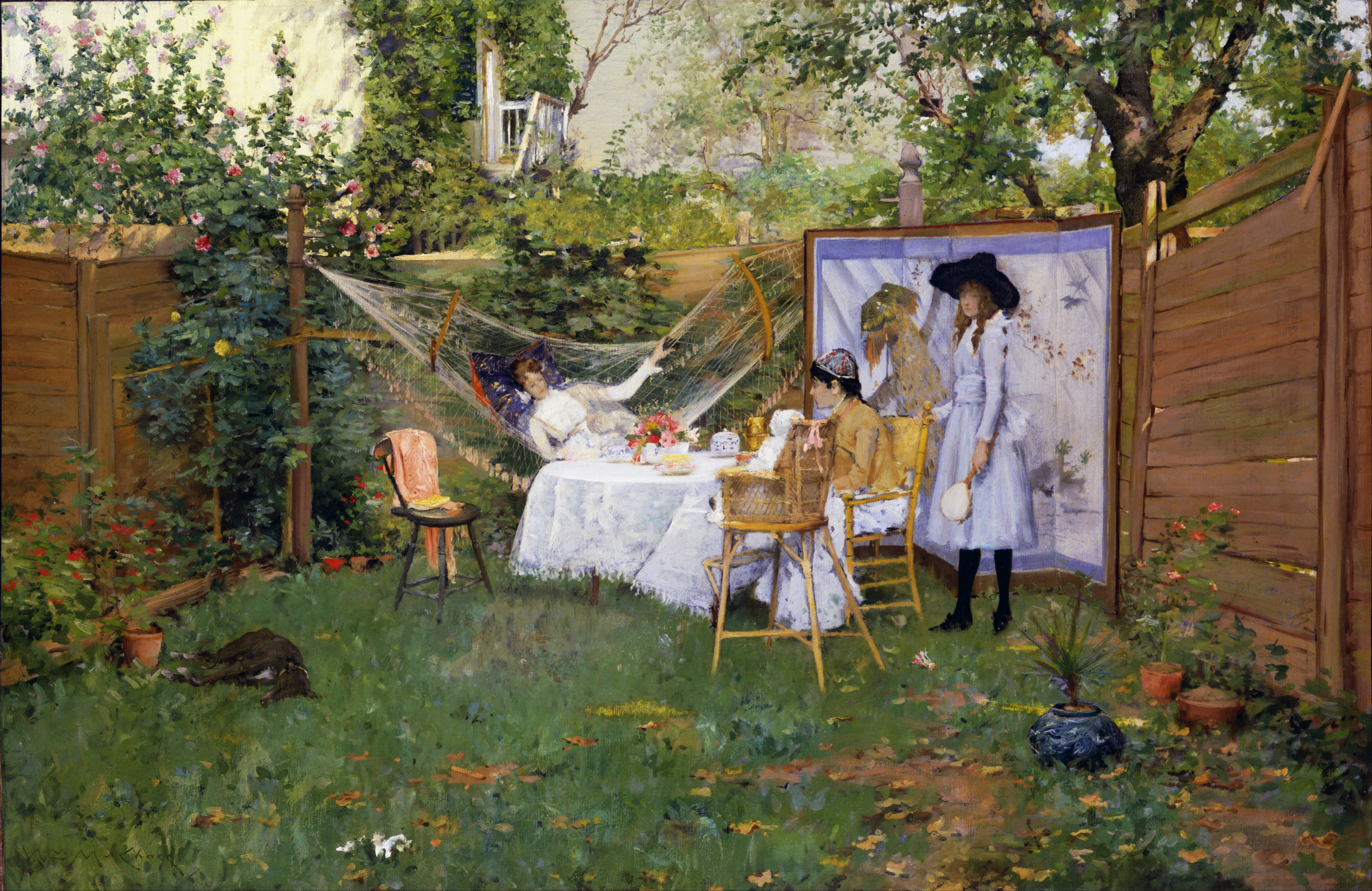
صبحانه در فضای باز ۱۸۸۸
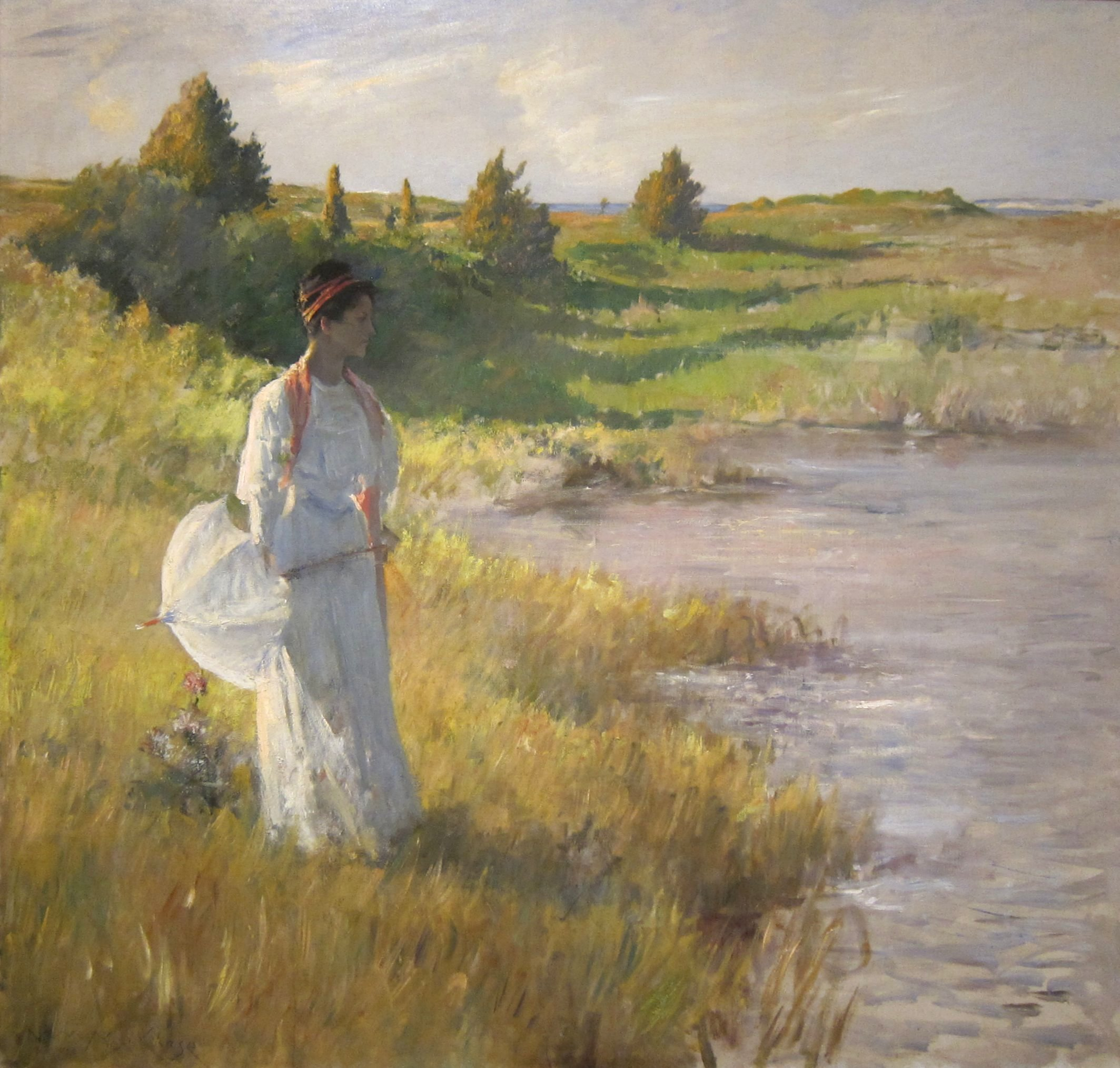
پیاده‌روی در بعدازظهر ۱۸۹۵
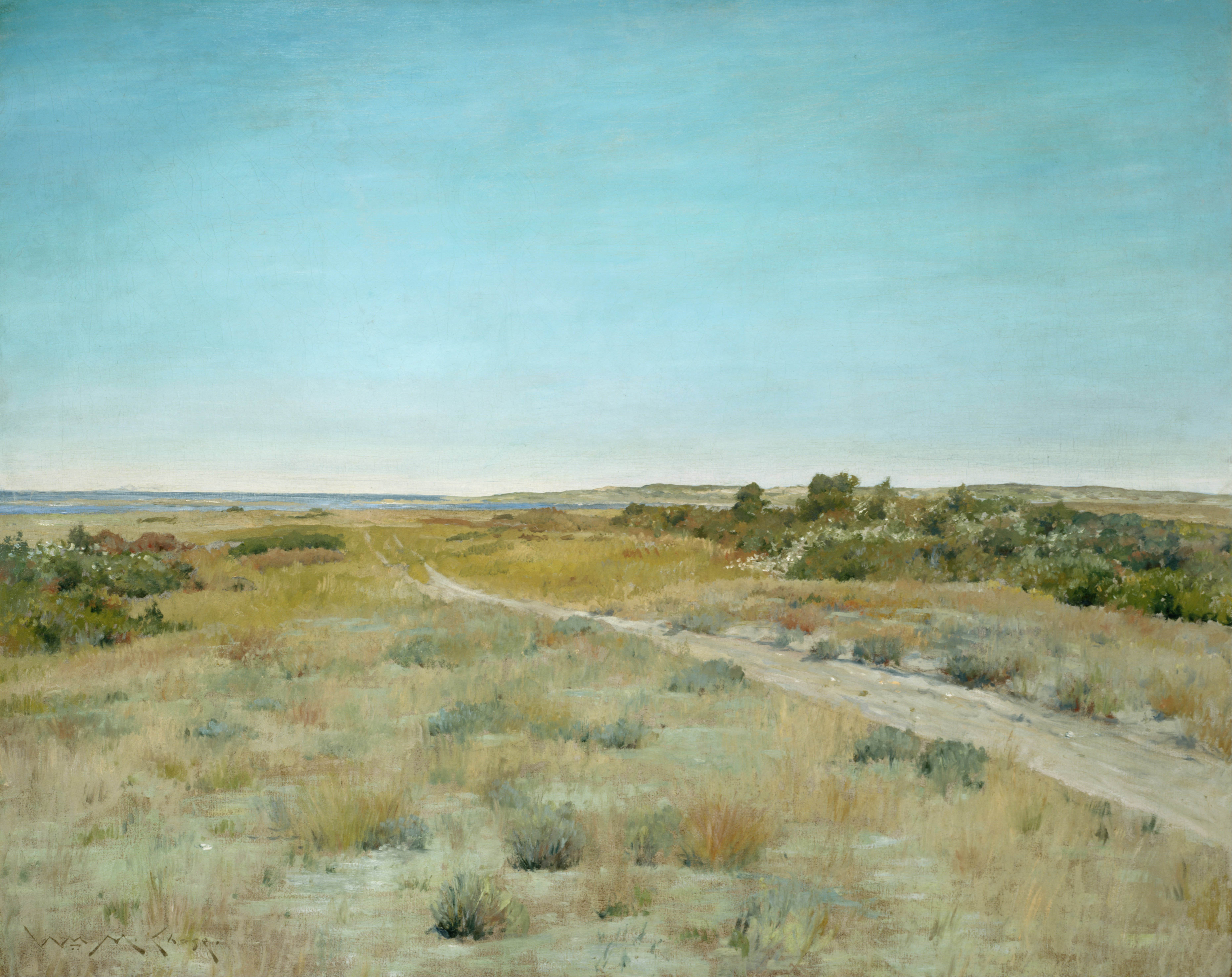
اولین نشانه‌های پاییز  ۱۸۹۸
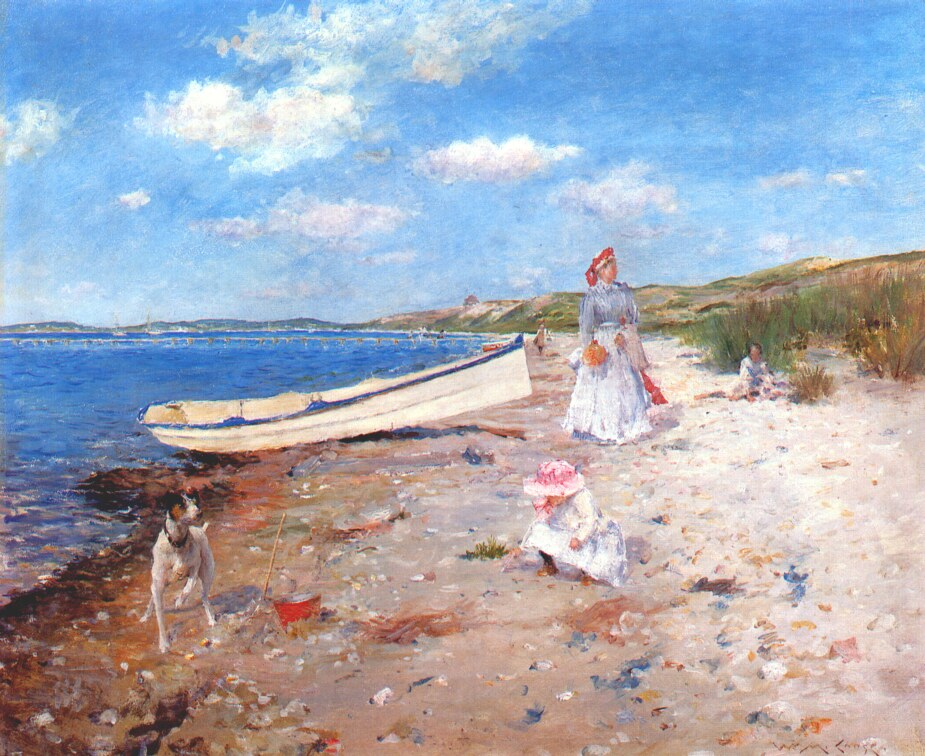
یک روز آفتابی در شینه‌کوک ۱۸۹۲
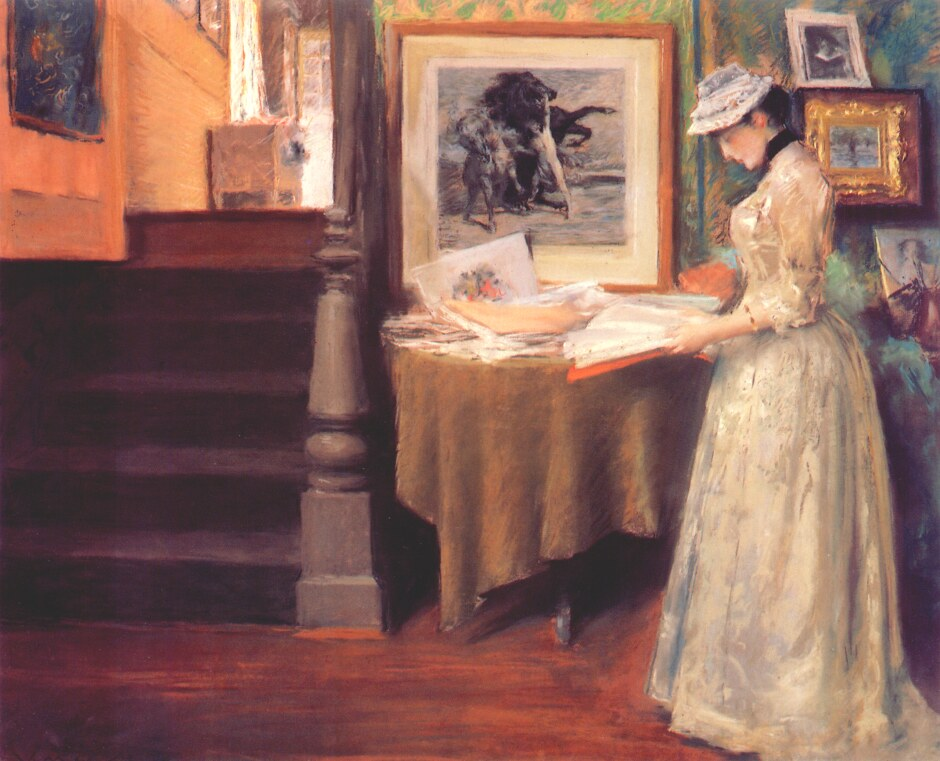
استودیو۱۸۹۲-۳
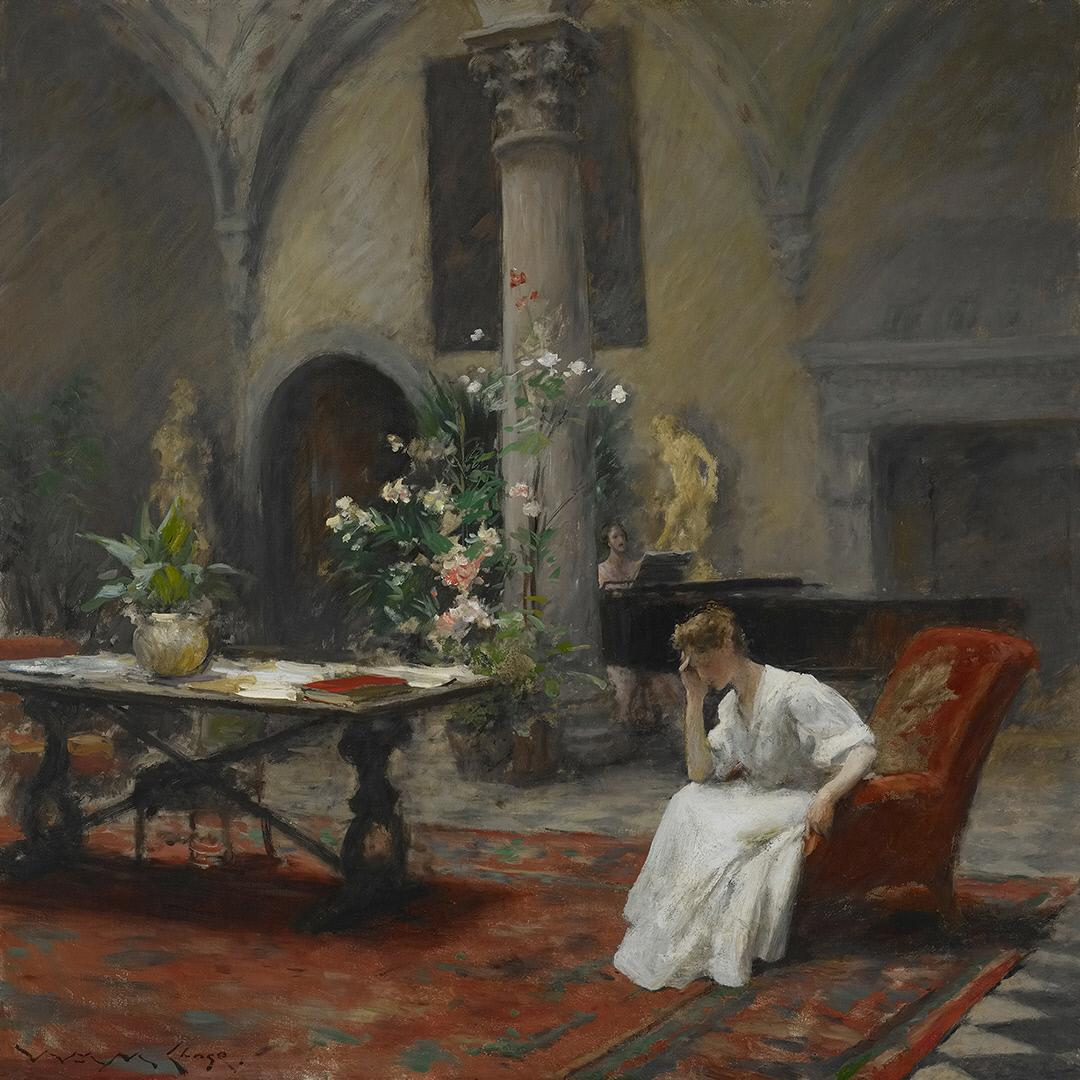
ترانه ۱۹۰۷
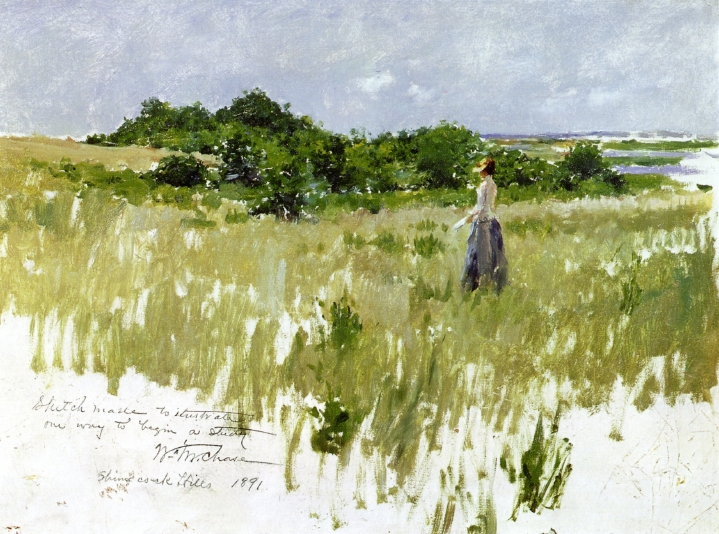
شینوکاک هیلز ۱۸۹۱